# Nathan Brown (cyclisme)
Pour les articles homonymes, voir Nathan Brown et Brown.
Nathan Brown, aussi appelé Nate Brown, né le 7 juillet 1991 à Colorado Springs dans le Colorado, est un coureur cycliste américain.

## Palmarès
- 2008
  - Classement général du Trophée Centre Morbihan
  - 2e étape des Trois jours d'Axel
  - Coupe des Nations Abitibi :
    - Classement général
    - 3e étape
- 2009
  - Tour du Pays de Vaud :
    - Classement général
    - Prologue

  - Tour of the Red River Gorge
  - 3e de l'Omloop der Vlaamse Gewesten
- 2011
  -  Champion des États-Unis du contre-la-montre espoirs
  - Prologue du Tour de Guadeloupe
- 2012
  -  Médaillé d'argent au championnat panaméricain du contre-la-montre espoirs
  - 3e du championnat des États-Unis du contre-la-montre espoirs
  - 5e du championnat panaméricain du contre-la-montre
- 2013
  -  Champion des États-Unis du contre-la-montre espoirs
  - Classement général du Tour de Beauce
  - 2e de Liège-Bastogne-Liège espoirs
  - 2e du championnat des États-Unis sur route espoirs
  - 3e du championnat des États-Unis du contre-la-montre

## Résultats sur les grands tours

### Tour de France
1 participation
- 2017 : 43e

### Tour d'Italie
4 participations
- 2015 : 67e
- 2016 : 48e
- 2018 : 52e
- 2019 : 67e

### Tour d'Espagne
1 participation
- 2014 : 85e

## Classements mondiaux
| Année                                 | 2010  | 2011 | 2012 | 2013 | 2014 | 2015 | 2016  | 2017  | 2018  | 2019  | 2020  |
| ------------------------------------- | ----- | ---- | ---- | ---- | ---- | ---- | ----- | ----- | ----- | ----- | ----- |
| UCI World Tour                        |       |      |      |      | nc   | nc   | 209e  | 247e  | 243e  |       |       |
| Classement mondial                    |       |      |      |      |      |      | 822e  | 961e  | 1071e | 1367e | 1684e |
| UCI Europe Tour                       | 1016e | nc   | nc   | 403e |      |      | 1131e | 1510e | nc    |       |       |
| UCI America Tour                      | nc    | 138e | 295e | 36e  |      |      | nc    | nc    | 282e  | 192e  | 156e  |
|                                       |       |      |      |      |      |      |       |       |       |       |       |
| Légende : nc = non classéSource : UCI |       |      |      |      |      |      |       |       |       |       |       |